# زنبلان (خداآفرین)
زنبلان یکی از روستاهای استان آذربایجان شرقی است. که در دهستان کیوان بخش مرکزی شهرستان خداآفرین واقع شده‌است.

## جمیعت
این روستا در بخش مرکزی دهستان کیوان قرار دارد و براساس سرشماری مرکز آمار ایران در سال 1385، جمعیت آن 330 نفر (107خانوار) بوده‌است. این روستا با قرارگرفتن روی یک تپه مشرف به رود ارس و منطقه قره باغ کشور جمهوری آذربایجان قرارگرفته‌ است،از این جهت به یک روستای مرزی تبدیل گردیده است.در سال های اخیر امکاناتی از قبیل تلفن، گاز و آب لوله کشی در روستا برقرار شده است،در گذشته به علت نرخ بیکاری بالا و نداشتن درآمد ثابت،نرخ مهاجرت روستا زیاد بوده ولی با گسترش امکانات میل به مهاجرت به شهر نیز کمتر گردیده است. تعدادی از اهالی روستا درارگانهای دولتی مشغول به کار بوده و تعدادی نیز به کار کشاورزی و دامداری می‌پردازند.

## تاریخچه
مردم این روستا در شهرستان خداآفرین به شجاعت و نترسی مشهورند.اهالی این روستا بسیار مهمان نوازند. این روستا نزدیکترین روستا به سدخدآفرین میباشد و در زمانهای گذشته (حدودا صد سال گذشته) یعنی زمان خان و خان زادگی سر به هیچ خانی خم نکرده لذا در مورد دعوا در منطقه زبان زد خاص و عام می‌باشند.

## طایفه های روستا
ازطایفه‌های این روستا می‌توان به تقی لیان ، سلطان حسینی و ولی محمد  اشاره نمود.